# Língua beja
A língua beja (também chamada bedawi, bedauye, to bedawie) é uma língua afro-asiática da costa sul do mar Vermelho, falada por aproximadamente dois milhões de pessoas, é a língua dos bejas, que habitam partes do Egito, Sudão e Eritreia.

## Classificação
O beja é frequentemente visto como uma língua cuxítica, mas muitos estudiosos, especialmente Robert Hetzron (1980), a classifica como um ramo independente da família afro-asiática.

## Escrita
São duas as formas de escrita da língua beja:
- Escrita árabe (Abjad) com 27 letras – é usada parcialmente no Sudão embora sem reconhecimento oficial.
- Escrita latina – sem as letras C, P, Q, V, X; apresenta os grupos consonantais – Dh, Gh, Gw, Kh, Kw, Sh, Th; Essa escrita é usada oficialmente na Eritreia, sendo ensinada nas escolas. Foi desenvolvida pelo casal Sr and Sra Wedekind do SIL em cooperação com autoridades do país.

## Leitura
- Herman Almkvist.  1881.  Die Bischari-Sprache Tu-Bedawie in Nordost-Africa.
- Richard A. Hudson.  1974.  "A structural sketch of Beja," African Language Studies.  Ed. D.W. Arnott.  London:  School of Oriental and African Studies.  Pages 111-142.
- Richard A. Hudson.  1976.  "Beja," The Non-Semitic Languages of Ethiopia.  Ed. M. Lionel Bender.  East Lansing:  Michigan University, African Studies Centre.  Pages 97-132.
- Leo Reinisch.  1893.  Die Bedauye-Sprache in Nordost-Afrika 2.  Viena:  F. Tempsky.